# Interstate 65
Interstate 65 (I-65) é uma importante rodovia interestadual norte-sul na região central dos Estados Unidos. Assim como a maioria das interestaduais primárias que terminam em 5, é uma importante rota norte-sul que cruza o país, conectando-se entre os Grandes Lagos e o Golfo do México. De sul a norte, a rodovia passa por Alabama, Tennessee, Kentucky e Indiana. Seu terminal sul está localizado em um cruzamento com a I-10 em Mobile, Alabama, e seu terminal norte está em um cruzamento com a U.S. Route 12 (US 12) e a U.S. Route 20 (a Dunes Highway) em Gary, Indiana, a sudeste de Chicago. A I-65 conecta várias áreas metropolitanas importantes no centro-oeste e no sul dos EUA. Ela conecta as quatro maiores cidades do Alabama: Mobile, Montgomery, Birmingham e Huntsville. Também serve como uma das principais rotas norte-sul através de Nashville, Tennessee; Louisville, Kentucky; e Indianápolis, Indiana, cada uma delas uma grande área metropolitana em seu respectivo estado.